# Odpady promieniotwórcze

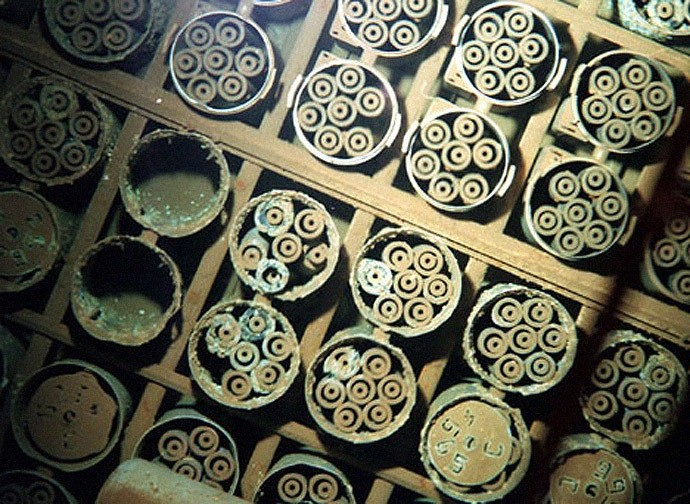
Podwodne składowisko odpadów jądrowych w stanie Waszyngton w USA.

Odpady promieniotwórcze – odpady zawierające substancje promieniotwórcze. Odpady promieniotwórcze są produktem ubocznym wielu procesów przemysłowych. Źródła odpadów promieniotwórczych to m.in. medycyna nuklearna, energetyka jądrowa, instytuty badawcze, budownictwo, wydobycie węgla i metali ziem rzadkich, utylizacja broni jądrowej.

## Źródła odpadów promieniotwórczych
Odpadami promieniotwórczymi są produkty uboczne przy produkcji oraz obróbce paliwa jądrowego. Największą część, ok. 80%, stanowią odpady związane z wydobyciem rudy uranu, składowane w pobliżu kopalni jako hałdy lub zbiorniki ze szlamem, tzw. wypłuczki. Dalsze części pochodzą z elektrowni jądrowych, z zakładów uzdatniania zużytego paliwa jądrowego oraz z jądrowych ośrodków badawczych. Podczas procesu produkcyjnego wytwarzane są duże ilości zubożonego uranu, który może być w części wykorzystany ze względu na wysoką gęstość, np. w broni przeciwpancernej. Poza tym jest traktowany jako odpad i składowany w postaci tlenku i fluorku. Ma on jednak niewielką aktywność i stanowi znikome zagrożenie. Zużyte paliwo jądrowe zawiera natomiast promieniotwórcze aktynowce i produkty rozszczepienia uranu. Substancje te mają wysoką aktywność i stanowią bardzo duże zagrożenie dla osób, które wejdą z nimi w kontakt.
Odpady promieniotwórcze powstają także przy obróbce uranu i plutonu do celów militarnych, a także przy utylizacji broni jądrowej w ramach procesu rozbrojenia.
Oprócz, zużytego paliwa jądrowego z elektrowni jądrowych, odpadów powstających przy ponownym uzdatnianiu paliwa jądrowego (stanowiących najmniejszą objętościowo część odpadów promieniotwórczych), zalicza się do odpadów promieniotwórczych również inne materiały, które zostały skażone promieniotwórczo. Materiały te zostają najczęściej skażone w procesach produkcyjnych elektrowni jądrowych, w medycynie, przemyśle i w wyniku przeprowadzanych badań naukowych. Do materiałów tych zalicza się np.:
- strzykawki i igły stosowane w medycynie nuklearnej
- zdemontowane rurociągi
- materiały izolacyjne
- narzędzia i urządzenia
- zużyte dozymetry

Praktycznie wszystkie materiały i urządzenia używane w zakładach związanych w jakikolwiek sposób z materiałami radioaktywnymi, mogą stać się odpadem promieniotwórczym.

## Podział odpadów promieniotwórczych
Podział odpadów promieniotwórczych uzależniony jest od czynników takich jak: zawartość materiałów promieniotwórczych (aktywność promieniotwórcza), wytwarzanie ciepła, stan fizyczny oraz zawartość izotopów promieniotwórczych.

### Ze względu na aktywność promieniotwórczą
Według nomenklatury międzynarodowej dzielą się na odpady:
- niskoaktywne (Low Level Waste – LLW)

Odpady z produkcji przemysłowej i z medycyny nuklearnej takie jak: narzędzia, ubrania robocze, filtry, czyściwo, papier itd. Niewielka kontaminacja izotopami o krótkim czasie rozpadu. Jako odpady niskoaktywne deklarowane są zapobiegawczo, również materiały pochodzące z tzw. Active Area, co oznacza, że istniała możliwość ich skażenia materiałami promieniotwórczymi. Normalnie odpady te nie wykazują wyższej aktywności promieniotwórczej od materiałów składowanych w strefach nieskażonych non-active area tych samych obiektów produkcyjnych. Niektóre z tego rodzaju odpadów muszą być ekranowane przy przeładunku lub w czasie transportu. Większość nadaje się do utylizacji poprzez spalanie.
- transuranowe (TRans Uranium – TRU)

Odpady pochodzące z fabryk przerobu paliwa i z przemysłu zbrojeniowego
- średnioaktywne (Intermediate Level Waste – ILW)

Napromieniowane w wyższym stopniu co w niektórych przypadkach wymaga ekranowania. Zaliczają się do nich odpady takie jak: żywice epoksydowe, szlam chemiczny, obudowa paliwa jądrowego i napromieniowane materiały pochodzące z nieczynnych reaktorów jądrowych. Materiały te, są zalewane w celu składowania, betonem, masami ceramicznymi lub asfaltem. Odpady średnioaktywne składowane są w składowiskach odpadów promieniotwórczych.
- wysokoaktywne (High Level Waste – HLW)

Odpady powstające w wyniku reakcji łańcuchowej w reaktorach jądrowych – wypalone paliwo jądrowe oraz przy produkcji broni jądrowej. Odpady te są nie tylko wysokoaktywne, ale również wytwarzają duże ilości ciepła.

### Ze względu na czas połowicznego rozpadu
Ze względu na czas połowicznego rozpadu zawartych w odpadach izotopów dzieli się je na:
- krótkożyciowe
- długożyciowe.

## Składowanie odpadów promieniotwórczych
W Polsce istnieje obecnie jedno składowisko, Krajowe Składowisko Odpadów Promieniotwórczych w Różanie, przeznaczone dla odpadów o niewielkiej aktywności.
Obecnie zużyte paliwo jądrowe o wysokiej aktywności jest w większości składowane w skałach lub kopułach solnych, położonych głębiej niż 300 metrów pod ziemią. Składowiska takie zwykle spotykają się z wielką niechęcią i protestami mieszkańców okolicznych miejscowości.
Istnieje także kilka propozycji, które nie zostały do tej pory wprowadzone w życie. Należy do nich składowanie odpadów w głębokich odwiertach, w skałach granitowych 5 km pod powierzchnią ziemi. Gorący materiał radioaktywny byłby pokryty kruszywem, które topiłoby się, a następnie rekrystalizowało, zamykając odpady w skale.
Dzięki reaktorom typu breeder możliwa jest transmutacja zużytego paliwa w materiał rozszczepialny, możliwy do wykorzystania jako paliwo w kolejnych cyklach paliwowych.